# Милчо Горанов
Милчо Горанов Николов е български футболист, носител на бронзов олимпийски медал от олимпиадата в Мелбърн 1956 г.
Започва кариерата си в родния си град във ФК „Републиканец“, където играе от 1944 до 1949 година. Впоследствие преминава в отбора на Славия (София) и се състезава там до 1962 г. Изиграва 199 мача и бележи 5 гола в А група. Има 21 мача за националния отбор на България по футбол.